# Maturação

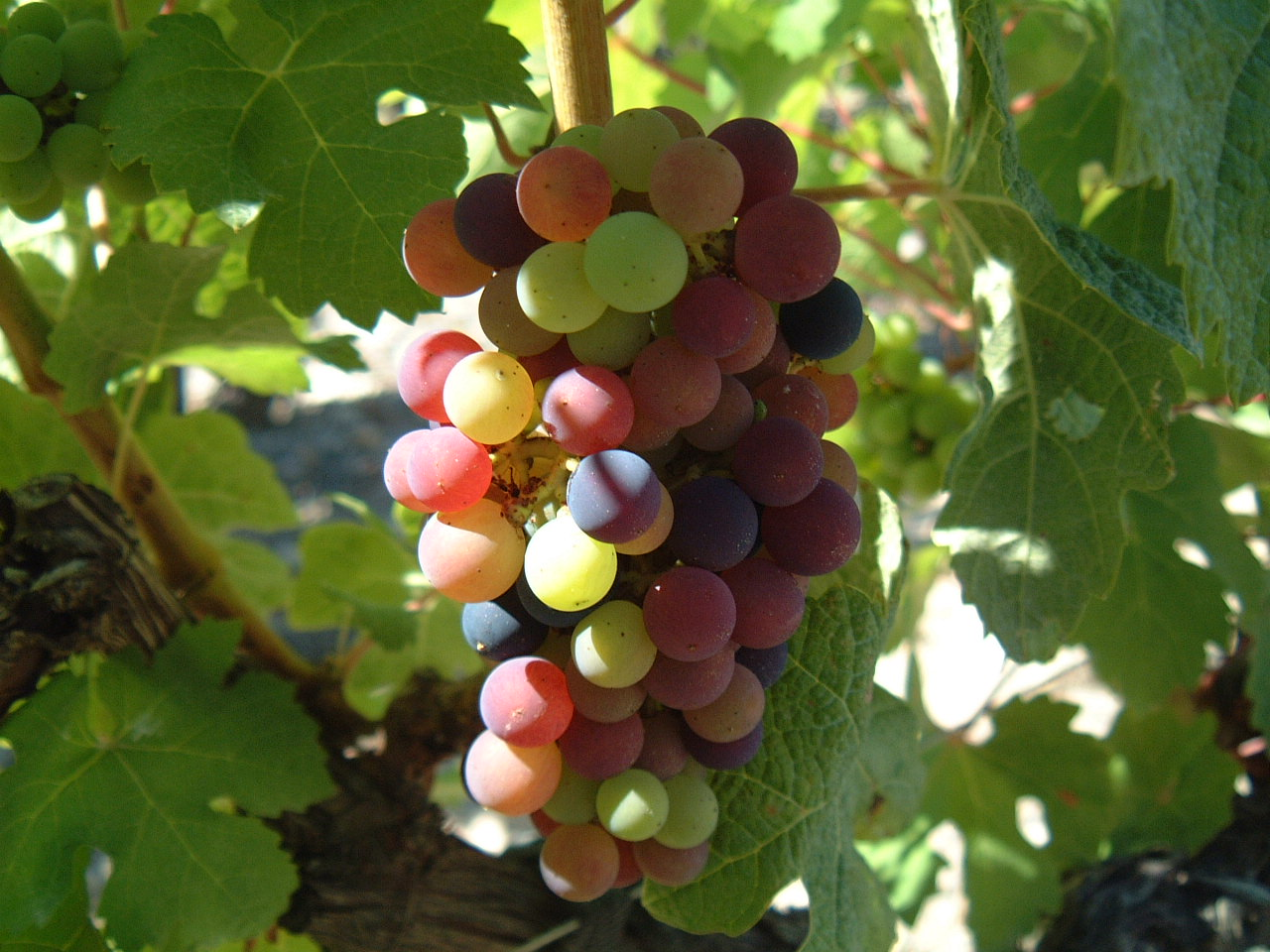
Um cacho de uvas para vinho Cabernet Sauvignon em diferentes níveis de maturação

A maturação ou amadurecimento é um processo nos frutos que os torna mais palatáveis. Em geral, a fruta fica mais doce, menos verde e mais macia à medida que amadurece. Embora a acidez da fruta aumente à medida que amadurece, o nível mais alto de acidez não faz com que a fruta pareça mais azeda. Este efeito é atribuído à relação brix-acidez. As frutas climatéricas amadurecem após a colheita e, portanto, algumas frutas para o mercado são colhidas verdes (por exemplo, bananas e tomates).
Frutas não maduras também são fibrosas, não tão suculentas, e têm carne externa mais dura do que frutas maduras. Comer frutas verdes pode causar dor de estômago ou cólicas estomacais, e o amadurecimento afeta a palatabilidade da fruta.

## Ciência

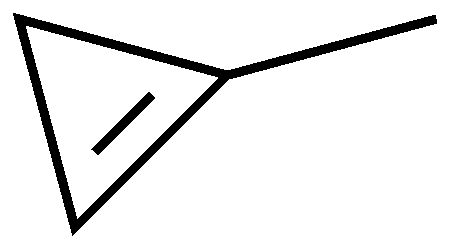
O 1-Metilciclopropeno é utilizado como regulador sintético do crescimento de plantas.

Frutos em desenvolvimento produzem compostos como alcalóides e taninos. Esses compostos são antialimentares, o que significa que desencorajam os animais que os comem enquanto ainda estão amadurecendo. Esse mecanismo é usado para garantir que a fruta não seja consumida antes que as sementes estejam totalmente desenvolvidas.
No nível molecular, uma variedade de diferentes hormônios e proteínas vegetais são usados para criar um ciclo de feedback negativo que mantém a produção de etileno em equilíbrio à medida que a fruta se desenvolve.